# グルネル橋

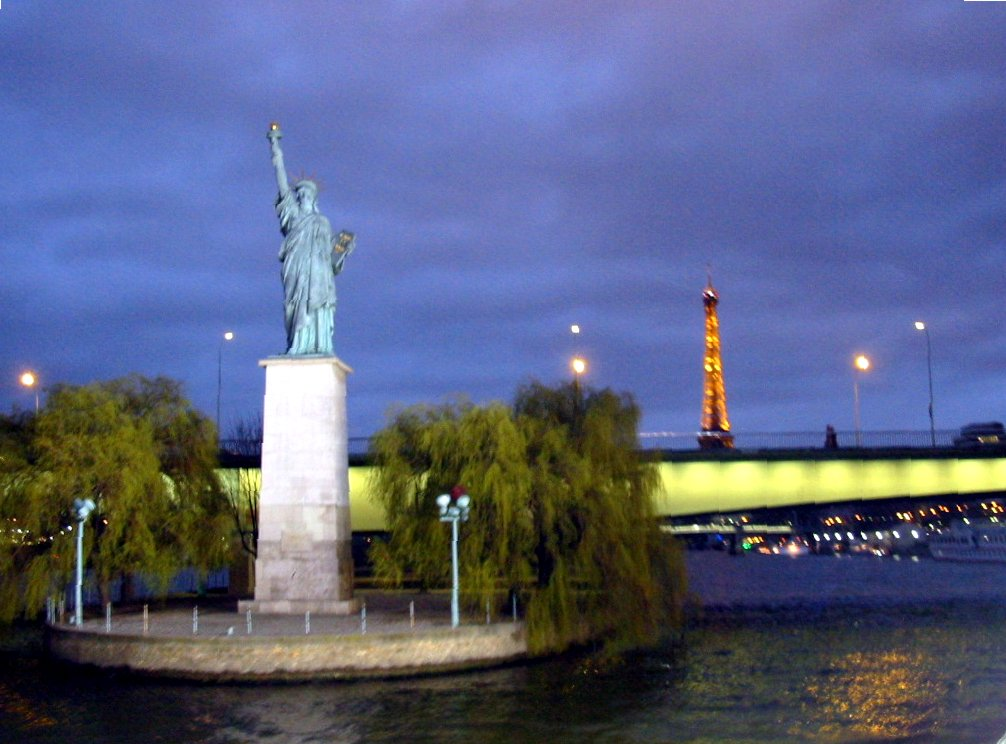
自由の女神像とグルネル橋。背景はエッフェル塔

グルネル橋(仏 : Pont de Grenelle)は、フランスのパリ、セーヌ川に架かる橋である。白鳥の島（白鳥の小径）を跨ぎ、15区のリノワ通りと16区のプレジダン＝ケネディ（河岸）通りを結んでいる。
白鳥の島の上流側はビラケム橋が跨ぎ、下流側はグルネル橋が跨ぐ。下流側先端には自由の女神像が設置されている。
現在の橋は1873年に架けられた鋳鉄製の橋を1966年に架け替えたもので、鋼鉄製である。

## グルネル橋が登場する映像作品
- フランティック（映画、1988年、米仏）

## 交通
- メトロ10号線 シャルル・ミッシェル駅Charles Michels下車

## 隣の橋
（上流）ビラケム橋―ルエル橋―グルネル橋―ミラボー橋―ガリリアーノ橋（下流）